# Michael Blank (Politiker)
Michael Blank (* 3. Februar 1961 in Bremerhaven) ist ein deutscher Politiker der SPD.
Nach seinem Abitur studierte Blank Wirtschaftswissenschaften an der Universität Bremen mit dem Abschluss des Diplom-Ökonomen und war danach als Steuerberater tätig.
Blank trat 1982 in die SPD ein. Dort war er Delegierter im Unterbezirk Bremerhaven und Vorsitzender des Ortsvereins Geestemünde-Süd/Grünhöfe. Im Januar 2002 rückte er in die Bremische Bürgerschaft nach, der er bis zum Ende der Wahlperiode Mitte 2003 angehörte.
Darüber hinaus war Blank auch ehrenamtlicher Geschäftsführer des BSC Grünhöfe und gehörte dem Beirat des Bremer Fußballverbandes als Vereinsvertreter an.